# Haftanstalt Bautzen II

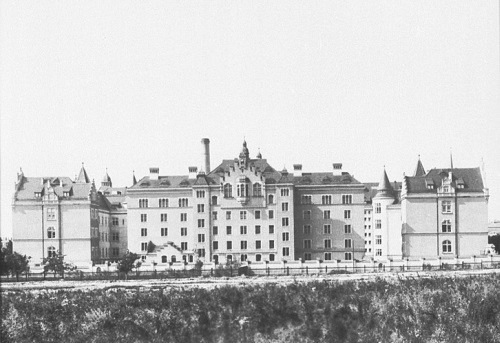
Haftanstalt Bautzen II, 1910

Die Haftanstalt Bautzen II war ein Gefängnis in Bautzen, das von 1906 bis 1992 im heutigen Bautzener Stadtteil Nordostring existierte.
Bautzen II unterstand ab 1956 bis zum Ende der DDR als Sonderhaftanstalt dem Ministerium für Staatssicherheit (MfS) und wurde zu einem Hochsicherheitstrakt mit 200 Haftplätzen für politische Sondergefangene („Stasi-Knast“) ausgebaut. Bekannt wurde Bautzen II durch die Unterbringung  von Regimekritikern, westdeutschen, ausländischen und prominenten DDR-Häftlingen. Gefangene wurden dabei teilweise nur mit ihrer Nummer angesprochen. 1963 wurde die Anstalt organisatorisch von der  Haftanstalt Bautzen I, dem sogenannten „Gelben Elend“, abgetrennt und als eigenständige Strafvollzugsanstalt geführt. Zur Tarnung blieb die Haftanstalt Bautzen II nominell eine Einrichtung des Innenministeriums.
1989 wurden alle politischen Gefangenen freigelassen. 1992 wurde die Anstalt Bautzen II endgültig geschlossen. Im Gebäude befindet sich seit 1993 die Gedenkstätte Bautzen, zugleich Sitz der Arbeitsstelle der Stiftung Sächsische Gedenkstätten zur Erinnerung an die Opfer politischer Gewaltherrschaft.

## Geschichte

### Gerichtsgefängnis 1906–1933

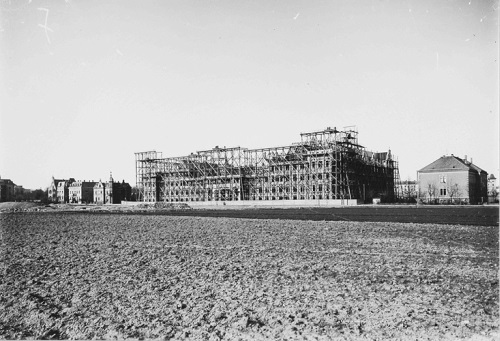
Bau des Justizgebäudes mit Haftanstalt in Bautzen, 1905

Das Justizministerium des Königreichs Sachsen erbaute mit dem Amts- und Landgericht die Anstalt Bautzen II von 1904 bis 1906. Das Gefängnis verfügte über 203 Haftplätze in 157 Zellen. Diese dienten der Untersuchungshaft wie auch der Verwahrung Strafgefangener mit kurzen Haftstrafen. Die Ausstattung des Bautzener Gerichtsgefängnisses war zum Zeitpunkt der Eröffnung modern ausgestattet, u. a. gab es eine Dampfluftbeheizung und elektrische Beleuchtung. Die Häftlings-Kapazitätsgrenze des Gebäudes wurde jedoch nie erreicht, oft war das Gefängnis nur zu einem Drittel belegt. Aus diesem Grund inhaftierte das Deutsche Heer ab Mai 1916 verurteilte Militärangehörige in Bautzen II.
1923 erfolgte eine Zusammenlegung von Bautzen I und Bautzen II zu den „Vereinigten Gefangenenanstalten“ des Justizministeriums. Die Liberalisierung des Strafvollzugs in der Weimarer Republik ab 1924 führte in Bautzen II zur Stärkung der Gefangenenrechte und zur Verbesserung der Haftbedingungen.

### Gefängnis für Justiz- und Schutzhäftlinge 1933–1945
Bautzen II wurde 1933 Teil der Landesgefangenenanstalt Bautzen und diente weiterhin als Abteilung für die Untersuchungshaft und kürzere Freiheitsstrafen. Einhergehend mit der nationalsozialistischen Reform der Strafvollzugsordnung wurden in Bautzen II aber auch vermehrt politische Gegner des NS-Regimes in „Schutzhaft“ genommen. Außerdem kam es häufig zu Misshandlungen der Gefangenen durch die Wärter. Ab 1941 wurden in Bautzen II auch Widerstandskämpfer aus den besetzen Gebieten inhaftiert. Für viele dieser „Schutzhäftlinge“ war Bautzen Zwischenstation zu den Konzentrationslagern Kupferhammer (Bautzen) und Hohnstein. Mit Näherrücken der Roten Armee wurde das Gerichtsgefängnis 1945 geräumt.

### Sowjetisches Untersuchungsgefängnis 1945–1949

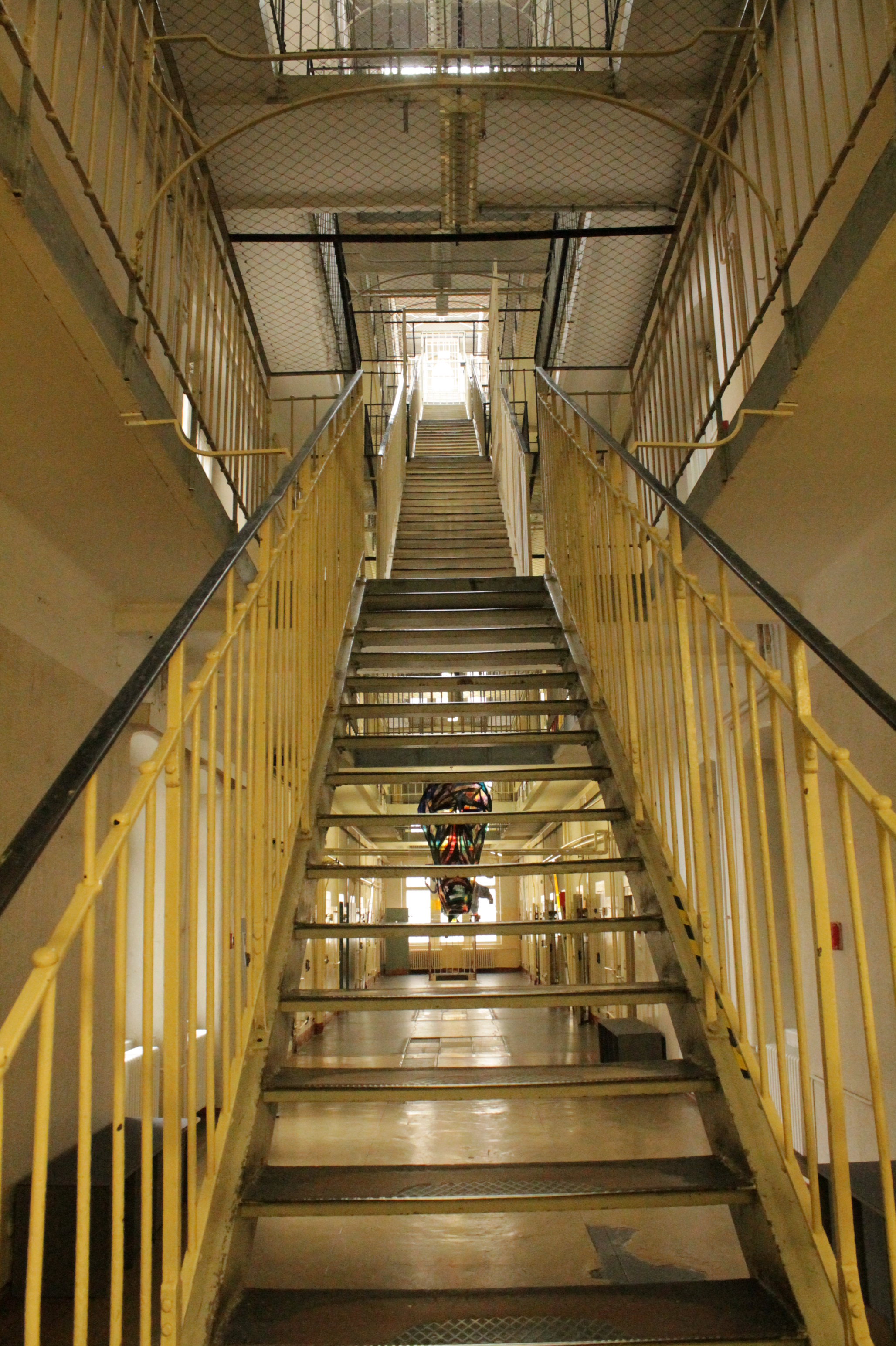
Bautzen II

Nach dem Kriegsende nutzte die operative Gruppe der sowjetischen Geheimpolizei ab Juni 1945 das leer stehende Gerichtsgefängnis zur Verwahrung von Untersuchungshäftlingen und für Verhöre. Im Volksmund wurden diese Gefängnisse „GPU-Keller“ genannt. Die Einzelzellen waren überfüllt, die hygienischen Bedingungen miserabel, die Verpflegung unzureichend. Geständnisse zu den häufig konstruierten Anklagen erpresste das NKWD notfalls mit Folter. Im benachbarten Gerichtsgebäude tagte ein sowjetisches Militärtribunal. Die in Bautzen II inhaftierten SMT-Verurteilten und Internierten wurden anschließend in das Speziallager Bautzen überstellt. Im September 1949 übergab der sowjetische Geheimdienst das Haus an die sächsische Justizverwaltung. Das Gerichtsgefängnis war nun Justizvollzugsanstalt und Justizuntersuchungsgefängnis. 1950 übernahm das Innenministerium der DDR, das nun insgesamt für den Strafvollzug zuständig war, das Gefängnis.

### Außenstelle von Bautzen I 1951–1956
1951 wurde das Gerichtsgefängnis  von dem mittlerweile insgesamt für den Strafvollzug zuständigen Innenministerium der DDR übernommen und als „Objekt II“ wieder zur Außenstelle von Bautzen I.

### Sonderhaftanstalt der Staatssicherheit 1956–1989

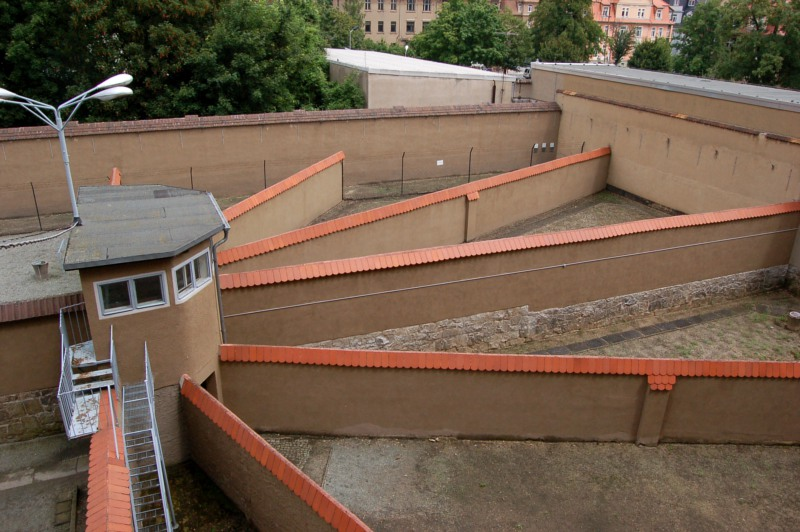
Die abgetrennten Freihöfe der Isolations-Häftlinge

Im Jahr 1956 richtete das MfS in Bautzen II eine Sonderstrafvollzugsanstalt ein. Bautzen II wurde zu einem abgeschirmten Hochsicherheitsgefängnis mit 200 Haftplätzen ausgebaut und diente der Verwahrung spezieller Häftlinge wie Staatsverbrechern, Westdeutschen, Ausländern sowie ehemaligen MfS-Mitarbeitern und straffällig gewordenen SED-Funktionären. Bautzen II wurde 1963 von Bautzen I abgetrennt und als eigenständige Strafvollzugsanstalt geführt. Formal blieb es eine Einrichtung des Ministeriums des Innern, tatsächlich lagen die wesentlichen Entscheidungs- und Kontrollbefugnisse aber beim MfS. Es entschied, wer nach Bautzen II kam, überwachte das Personal und verhörte die Häftlinge. Ab 1963 wurden in Bautzen II auch weibliche Häftlinge inhaftiert. Damit war es die einzige Strafanstalt der DDR, in der Frauen und Männer unter einem Dach gefangen gehalten wurden. In Bautzen II waren durchschnittlich 150 Menschen inhaftiert. Der Höchststand wurde im Juli 1962 mit 260 Gefangenen erreicht.
In der Anstalt Bautzen II kam es immer wieder zu Misshandlungen der Häftlinge durch Bedienstete. Diese stellten zwar einen Verstoß gegen das Strafvollzugsgesetz der DDR dar, wurden jedoch in der DDR nicht strafrechtlich verfolgt. Auch die Isolierung einiger Häftlinge mit Unterbringung im abgetrennten Isolationstrakt und Freigang in Einzelhöfen widersprach geltendem DDR-Recht. Dies führte zu Protesten von Menschenrechtsorganisationen wie Amnesty International oder der IGFM, welche in den siebziger Jahren Tausende Flugblätter in der BRD verteilte, auf denen sie die Freilassung politischer Häftlinge in Bautzen II forderten.
Dem Häftling Dieter Hötger gelang am 28. November 1967 der einzige Ausbruch aus Bautzen II, nach neun Tagen Flucht wurde er gestellt.

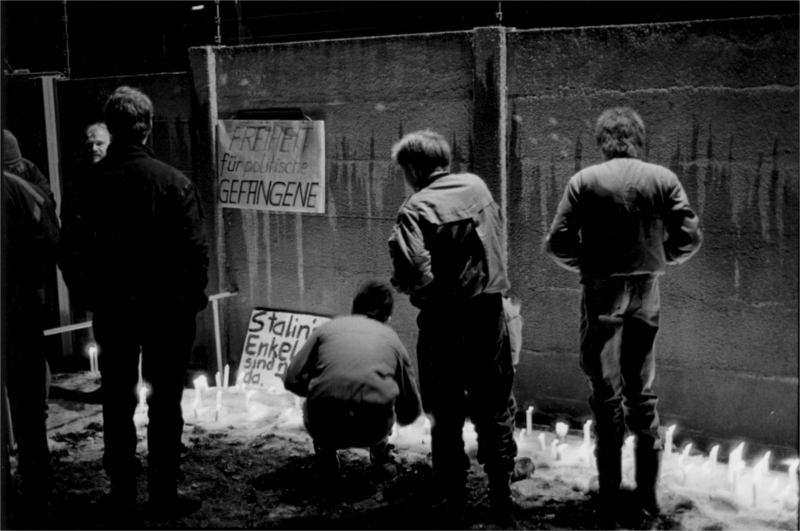
Montagsdemonstration vor Bautzen II, 4. Dezember 1989

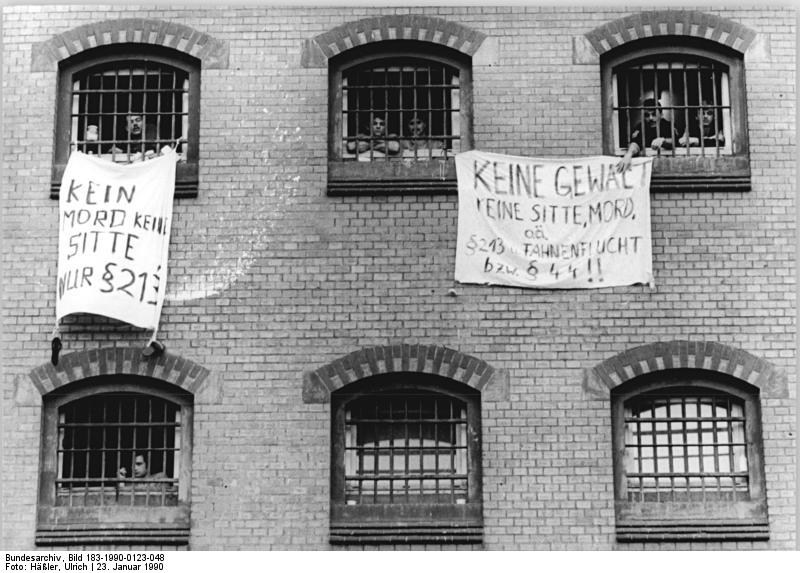
Hunger- und Arbeitsstreik der Gefangenen, 1990

In den 1970er Jahren begann das MfS mit der umfassenden akustischen und visuellen Überwachung der Häftlinge mit Hilfe von Video-Technik und Wanzen. Verstärkt wurden diese Kontrollen durch ein Netz von Häftlingsspitzeln („Zelleninformatoren“) und durch Postzensur. Doch die DDR bemühte sich in dieser Zeit auch um eine Verbesserung der Haftbedingungen, so wurde die Heizung modernisiert und die Zellen erhielten Waschbecken und WC. Seit 1978 konnten diplomatische Vertreter der BRD und anderer westlicher Staaten ihre Gefangenen in Bautzen besuchen. Außerdem betreute ab 1979 ein evangelischer Seelsorger die Gefangenen, der gleichzeitig als inoffizieller Mitarbeiter (IM) für das MfS arbeitete.
Am 3. Dezember 1989 demonstrierten erstmals Bautzener Bürger vor Bautzen II für die Freilassung der politischen Häftlinge. Im Gefängnis kam es zu einem Hunger- und Arbeitsstreik der Gefangenen und zur Gründung eines Gefangenenrates. Mit je einer Pressekonferenz am 6. und 7. Dezember war das Gefängnis erstmals für die Öffentlichkeit zugänglich. Geleitet wurden diese Konferenzen von Anstaltsleiter Oberstleutnant Alex und Major Eckert. Die Forderungen des Gefangenenrates trug dessen Sprecher, Peter Naundorf, vor. Dem Gefangenenrat gehörten an: Thomas Behring, Jürgen Berger, Uwe Friese, Uwe Grunzke, Patra Meier, Rolf Brembach, Merve Hübner, Helmut Christel, Manfred Kahle. Mit anwesend waren die Bautzener Pfarrer Wendelin, Kuschnik und Simmgen, die Vertreter des NEUEN Forums Hesse und Hörenz, die CDU-Vertreter Dreßler, Dr. Böhm, Dr. Streckfuß sowie Rechtsanwalt Worner im Auftrag von Gregor Gysi. Drei Tage später bekam außerdem ein westdeutsches Kamerateam das erste Mal Zutritt in die Anstalt Bautzen II und interviewte Häftlinge und Bedienstete. Bis zum 22. Dezember kamen schließlich alle politischen Häftlinge aus Bautzen II frei.

### Außenstelle der Justizvollzugsanstalt Bautzen 1990–1992
Nach Entlassung der politischen Häftlinge befanden sich in Bautzen II noch 29 (überwiegend kriminelle) Häftlinge. Ab dem Juli 1990 wurde es wieder eine sächsische Justizvollzugsanstalt und Außenstelle von Bautzen I. Im Januar 1992 wurde die Anstalt endgültig geschlossen, die restlichen Gefangenen wurden nach Bautzen I verlegt. Zahlreiche Häftlinge erstatteten Anzeige gegen Bedienstete in Bautzen II wegen erlittener Misshandlungen. Jedoch wurde nur in einem Fall ein früherer Stationsleiter verurteilt.

### Gedenkstätte Bautzen
1992 wurde die Haftanstalt Bautzen II aufgrund ihrer besonderen Bedeutung als Ort politischer Haft geschlossen. 1993 entstand hier die Gedenkstätte Bautzen, die es sich zur Aufgabe gemacht hat, an die Opfer beider Bautzener Gefängnisse zu erinnern.

## Prominente Häftlinge

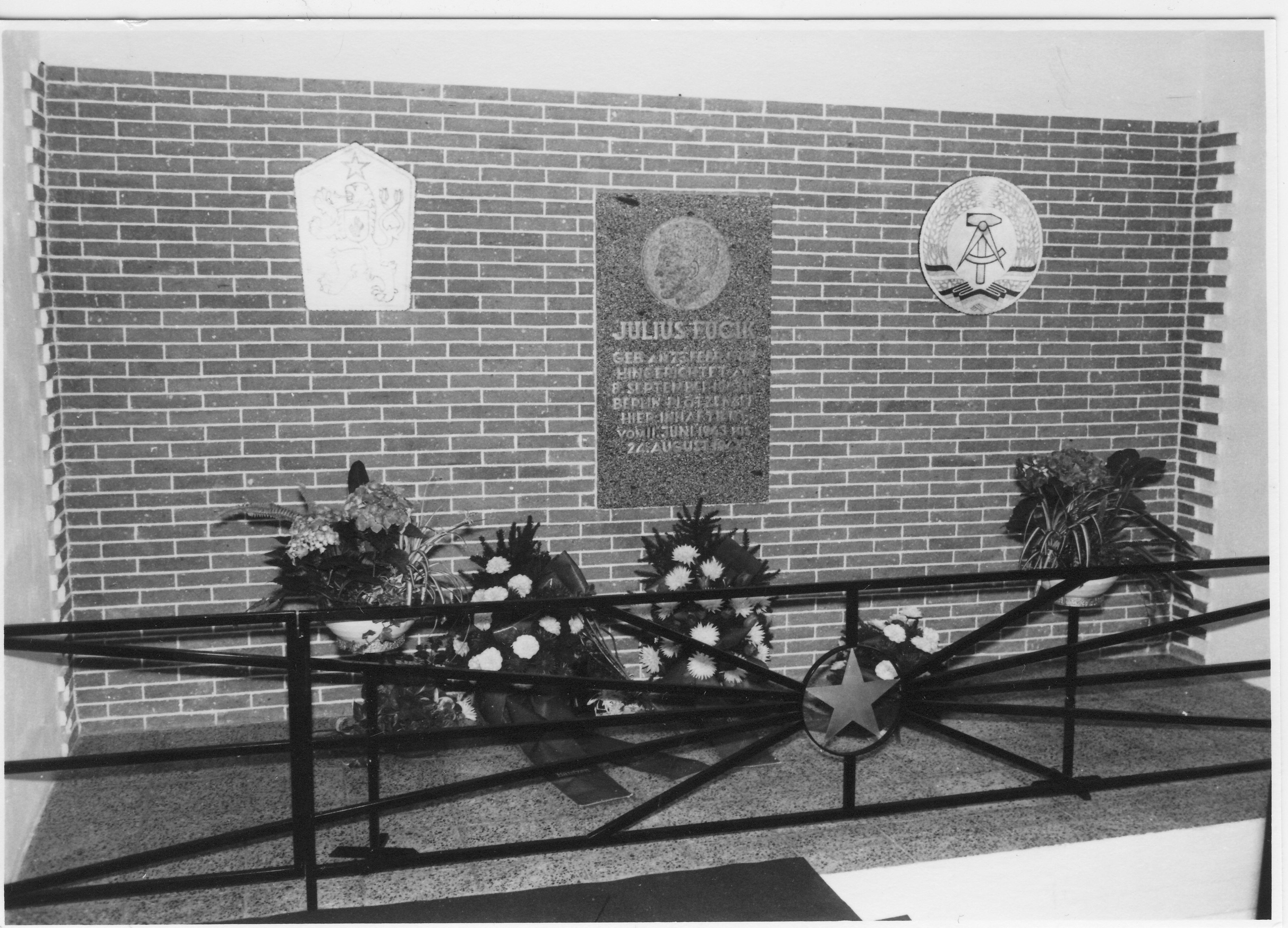
Julius-Fučík-Gedenkbereich in Bautzen II, 1979

In Klammern sind die Jahre der Inhaftierung in Bautzen II angegeben.

### Haftanstalt des NS-Regimes (1933–1945)
- Julius Fučík (1943), tschechischer Schriftsteller und kommunistischer Kulturpolitiker

### Sonderhaftanstalt des MfS (1956–1989)
- Friedrich Karl Bauer (1956–1965), Mitarbeiter des Bundesamtes für Verfassungsschutz
- Helmut Brandt (1956–1958), Staatssekretär im DDR-Justizministerium
- Georg Dertinger (1956–1964), Minister für Auswärtige Angelegenheiten der DDR
- Karl Wilhelm Fricke (1956–1959), Publizist
- Gruppe Harich
  - Walter Janka (1958–1960), Dramaturg und Verleger
  - Gustav Just (1958–1960), Politiker und Journalist
  - Heinz Zöger (1958–1959), Journalist
  - Wolfgang Harich (1959–1963), Philosoph und Journalist
  - Erich Loest (1959–1964), Schriftsteller
- Herbert Crüger (1959–1961), Politiker
- Kurt Vieweg (1959–1964), Landwirtschaftspolitiker
- Heinz Brandt (1962–1964), Gründungsmitglied der Grünen
- Peter Gross (1975–1978), Schweizer Staatsbürger, ehemaliger Mitarbeiter der Schweizer Botschaft in Ost-Berlin
- Rudolf Bahro (1978–1979), Philosoph, Politiker und Sozialökologe
- Bodo Strehlow, (1980–1989), versuchte 1979, mit einem entführten Grenzüberwachungsschiff der DDR in die BRD zu gelangen
- André Baganz, (1981–1991),  Ausbruch aus der UHA Frankfurt (Oder) mit Geiselnahme
- Armin Raufeisen (1982–1987), Spion der HVA
- Hannes Sieberer (1983–1985), österreichischer ehemaliger MID-Agent